# 史蒂夫·豪

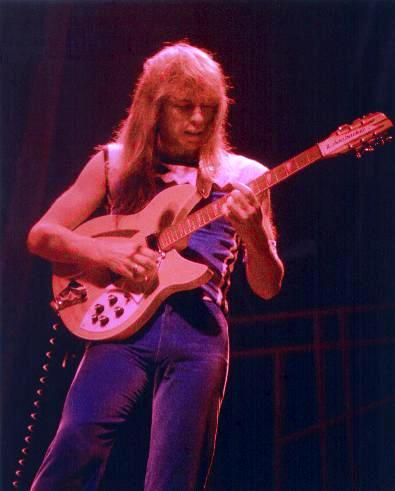
史蒂夫·豪1977年在Yes的演出

史蒂夫·詹姆斯·豪（Steve Howe，1947年5月8日—）是位深受大眾喜愛的音樂家，自七零年代始常被推崇為世界頂尖的吉他手之一。豪生於英國北倫敦的哈洛威，他與前衛搖滾團體Yes的合作最廣為人知。他曾是The Syndicats、Bodast、Tomorrow、Asia以及GTR的成員，同時到2005年6月為止發行了十三張個人專輯。

## 早期影響
豪為四個兄弟中最年幼的，由於生長在音樂世家中，自小便大量接觸銅管樂隊的留聲唱片。十二歲時父母送給他的聖誕節禮物f-hole acoustic，便是豪的第一把吉他。豪藉由廣泛的聆聽來自力學習吉他，像是Bill Haley & His Comets, Les Paul, and Tennessee Ernie Ford等人的作品，不久之後便在當地的音樂表演中逐漸嶄露頭角。豪推崇Chet Atkins所說的"一個吉他手能夠演繹任何一種吉他風格"對他當時多有啟發。
1964年時，豪買了他的第一把電吉他，一把吉布森的爵士吉他。他回憶道"當時的搖滾樂團中根本沒有人在玩archtop，人們都暗地嘲笑我認為我真是個傲慢的傢伙。但對我而言，這把吉他不僅僅是把吉他，而是一件藝術品。"豪對他的ES-175如此說道。在1964年與the Syndicats共同參與了生平第一張專輯"Maybellene"，1968年時更同時和Tomorrow 原先稱做 The In Crowd) 與 Bodast.錄製唱片。
由於與Bodast的唱片合約在身，豪謝絕了來自The Nice 與Jethro Tull 的邀約。但Bodast在音樂上的潛能可以說是極其有限，不久之後 Yes 的成員與他積極接觸，希望他能夠取代原吉他手彼得·班克斯 。

## 變動不斷的Yes
在1970年的春天，豪加入了Yes。首次以該團吉他手身份粉墨登場，則是在該年的3月21日於伊麗莎白女王演奏廳所演出。豪與團員們合照的照片印在Yes的第二張專輯 Time and A word上，然而這張專輯錄音時的吉他手仍為彼得·班克斯。
從 The Yes Album 開始，豪的吉他與主唱瓊安德森, 貝斯手Chris Squire以及鍵盤手Rick Wakeman的組合便是往後Yes的音樂核心成員。豪的爵士及古典音樂背景，為他樹立起與一般搖滾樂手截然不同的標誌，不過Yes是個前衛搖滾的先鋒領導團體。
在1980年，Anderson與Wakeman相繼離團，由Trevor Horn及Geoff Downes所替換。其中Wakeman的離開對豪帶來不小的打擊，因為他相信他們兩人的關係如同魚水一般，只有共同創作時方能使兩人完全發揮。雖受此影響，豪仍舊留在Yes裡，直到團體在1981年5月18日正式解散為止。此後的幾年，他常在Horn幫其他藝人所製作的專輯之中擔綱吉他演出（包括Frankie Goes to Hollywood 以及 Secret Wish）。
直到1989年，當時為了Yes法律所有權的官司打的沸沸揚揚之時，Jon Anderson邀集了豪，Wakeman以及Bruford來錄製幾首歌曲。因此，他們四人以Anderson Bruford Wakeman Howe的名義發行了一張專輯，並且完成了一次盛大的巡迴演出。終於，ABWH重新與這時Yes成員們(包括了Tony Kaye, Trevor Rabin, Chris Squire 與 Alan White)一同錄製了團圓(Union)專輯 。
自從1996年的 Keys to Ascension專輯，豪皆出現在每張Yes之後發行的專輯之中。

## 技藝非凡的吉他大師
即使當時Yes面臨許多困難，豪被吉他玩家雜誌連續五年票選為最傑出吉他手的美譽，並且在1981年被該雜誌選入吉他名人堂。
製造豪的吉他的吉布森公司這麼說道：豪將搖滾吉他提升至藝術層次，並對藝術搖滾的形成出力甚大。在2002年，吉布森公司向豪在搖滾及吉他演奏上的重大貢獻致敬，特別生產了豪最喜歡的ES-175吉他的史蒂夫·豪簽名紀念版。

## 其他參與團體
在1982年，豪，克里遜王的John Wetton、E.L.P.的 Carl Palmer以及The Buggles的 Geoff Downes組成了Asia，不過在發行兩張專輯及數首暢銷單曲後，豪便因與Wetton理念上的不同而離團。1986年豪與前創世紀樂團吉他手Steve Hackett組成了GTR，在發行兩人唯一的專輯後，Hackett便因為想發展個人的獨奏因而離開。

## 個人專輯生涯
1975年10月，豪發行了他的首張個人專輯Beginnings，專輯中豪與Yes的其他成員Alan White, Bill Bruford 與Patrick Moraz共同演出，並在英國銷售榜拿下第22名，在美國榜第63名的好成績。
他的第二張個人專輯The Steve Howe Album於1979年11月發行，大多數的樂評及樂迷認為這是豪最傑出的一張個人專輯，特別是其中大多數的作品為豪自己所創作，半數的作品為豪的吉他獨奏，而另一半則是再度邀集了White, Bruford and Moraz, 與主唱 Claire Hamill.共同跨刀演出。
自從1991年起，豪幾乎年年都有新專輯的推出，包含了木吉他,前衛搖滾吉他或是對Bob Dylan的致敬專輯。豪的兒子，Dylan為一位傑出的爵士音樂家，曾在豪的1998年的演奏專輯Quantum Guitar中擔綱鼓手，而2003年的Elements更是連豪的小兒子擔綱鍵盤手的Virgil也參與演出。

## 個人專輯列表
- Beginnings (1975)
- The Steve Howe Album (1979)
- Turbulence (1991)
- The Grand Scheme of Things (1993)
- Not Necessarily Acoustic (1994)
- Homebrew (1996)
- Quantum Guitar (1998)
- Pulling Strings (1999)
- Portraits of Bob Dylan (1999)
- Homebrew 2 (2000)
- Natural Timbre (2001)
- Skyline (2002)
- Elements (2003)
- Spectrum (2005)

豪的個人網站，Guitar Rondo於1996年5月開站。豪在網站中十分活躍，時常舉辦金唱片與吉他的拍賣以及回答歌迷們的問題。
在1996年的五月24日，豪接受了New York, Dix Hills.的Five Towns College所頒與音樂博士的榮譽學位。

## 另見
- Roger Dean（页面存档备份，存于） - 內有不少專輯封面的插圖

## 外部連結
Steve Howe-Guitar Rondo（页面存档备份，存于）
]